# Конвенція про захист фінансових інтересів Європейських Спільнот
Конвенція PFI була багатосторонньою угодою між старими та новими державами-членами Європейського Союзу щодо шахрайства, яка набула чинности 17 жовтня 2002 року.
Повна назва договору – Конвенція про захист фінансових інтересів Європейських Спільнот. Вона була запроваджена Актом Ради від 26 липня 1995 року про розробку Конвенції про захист фінансових інтересів Європейських Спільнот.
Ця конвенція гармонізувала правове визначення та кримінальну відповідальність за шахрайство та замінила старі європейські договори про шахрайство. Вона створила уніфіковане визначення шахрайства, і держави, які підписали Угоду, мали забезпечити застосування кримінальних санкцій згідно з нею. Усі держави-члени ЄС ратифікували конвенцію, і вона доступна для приєднання для будь-якої майбутньої держави-члена свого часу.
З 6 липня 2019 року ця конвенція була замінена Директивою PFI в усіх державах-членах, крім Данії та Сполученого Королівства, які мають (або мали) право на неучасть.